# Tina Kandelaki
Tina Kandelaki, Tinatin Givievna Kandelaki, Тинати́н Ги́виевна Кандела́ки (Tbilisi, 10 novembre 1975), è una conduttrice televisiva, giornalista e produttrice televisiva russa, di origine georgiana.

## Biografia
Nel 1993 si è iscritta all'Università statale di Tbilisi per studiare giornalismo; successivamente, si è laureata all'Università statale russa di scienze umane. Ha lavorato presso la “Radio 105” e la Televisione Centrale di Georgia.
Dal 1995 Tina vive a Mosca. Ha lavorato presso le stazioni radio “M-radio”, “RDV” e “Serebrjanyj Dožd'” (“La Pioggia d'Argento”), ed inoltre, in periodi diversi, ha lavorato presso i canali TV “2x2”, “Muz-TV”, “TV-6” e nella trasmissione “Vremečko” sul canale TVC. Attualmente collabora con i tre canali TV: il Primo, STS, REN.
Dal 2008 è comproprietaria della casa di produzione “Apostol Media Group”. Tre volte è stata insignita da un Premio Nazionale della Federazione Russa ”TEFI” per le altissime prestazioni nel campo delle arti televisive.

### Polemica con Saak'ashvili
Nel novembre del 2007 Kandelaki si è espressa in modo negativo riguardo alle attività del Presidente della Georgia Mikheil Saak'ashvili. “La persona considerata come portavoce della democrazia in Georgia, risulta un tiranno medievale”. Nel 2008 Tina ha detto, riguardo alla guerra in Ossezia: “Questa è la guerra del Presidente ma non la guerra del popolo”. Dicendo così, cercava di far capire al pubblico che questa guerra rappresenta una colpa del Presidente Saak'ashvili in persona e non del popolo georgiano. “All'inizio egli sembrava affascinante, però tutta la sua carriera si basa sul potere personale e sul superamento dei propri complessi caratteriali. Saak'ashvili ha dichiarato che entrerà nella storia alla pari di Davide Costruttore, il Re medievale della Georgia. Ma anziché essere Michail Costruttore, lui è Michail Distruttore”. (Tina Kandelaki nell'intervista all'”Independent”)

### Star dei mass-media russi
Kandelaki è la cofondatrice della Casa di produzione “AMG” (“Apostol Media Group”) la quale si occupa di relazioni pubbliche e della produzione di TV-content.
È anche una delle conduttrici TV fra le più quotate della televisione russa. Conduce trasmissioni sui maggiori canali russi: il Primo, STS, REN.
Tina Kandelaki è una Star russa, molto popolare su Internet. È molto attiva su tutti i principali social, compreso Twitter di cui lei è una delle utenti più popolari.
Nel dicembre del 2009 il Presidente della Federazione Russa Dmitrij Medvedev ha raccontato ai partecipanti del Forum della gioventù russa “Proryv” che lui comunica con Tina Kandelaki su Twitter: “Ho parlato anche con Tina Kandelaki su Twitter”.
I giornalisti, così dicono della sua attività su Internet:
“Kandelaki svolge un'attività promozionale, ha trascinato nella comunicazione su Twitter due membri della Camera Sociale”, dice il giornalista della stazione radio “Eco di Mosca”. Dalla classifica del portale “Livetwit”: “Ora Tina si presenta in tutti i mass-media sociali. Sono già 3 anni che tiene il suo “Live jornale”, ed è uno dei blogger tra i più popolari in Russia”.
Grazie alla sua grande popolarità su Runet, i giornalisti la chiamano “l'Ashton Kutcher di Runet”. Tina ha dichiarato la sua intenzione di diventare la prima utente russa con centomila contatti su Twitter.
Dall'ottobre 2009 Tina è membro della Camera Sociale della Federazione Russa, fa parte della commissione per l'istruzione.
La società di ricerca “Synovate” ha effettuato un sondaggio in Russia, e secondo i risultati di questo sondaggio, Tina Kandelaki risulta una delle persone più stimate in Russia, insieme a Vladimir Pozner, Nikita Sergeevič Michalkov e il Patriarca Cirillo.

## Premi e riconoscimenti
Premio “Glamour 2006” – nomination speciale “Forma e Contenuto”.
Inoltre, Tina, è stata riconosciuta come la conduttrive TV più sensuale tra le 10 persone nominate dal Premio “Top 10 Sexy” nella categoria “Televisione”.
2004: Premio “TEFI” per la trasmissione “Il più intelligente” nella categoria “La migliore trasmissione per i bambini”.
2006: Premio “TEFI” nella categoria “Il miglior conduttore di Talk-show”
2009: Premio “TEFI” per la trasmissione “Il più intelligente”.

## L'attività sociale
Tina risulta l'ideatrice del progetto: “I bambini di talento”, sulla cui base verrà creato il portale su Internet, per riunire tutti i giovani talenti russi.
Su questo portale, tramite sondaggi, saranno rivelate le persone di talento nei diversi campi. “Se Lei è un bravo giornalista, e se la Sua intervista è stata vista da un milione di persone, non è un campanello che suona, ma una campana, questo significa che Lei è sulla strada giusta, e che non rimarrà inosservato”, ha spiegato Tina Kandelaki.
Il Ministro dell'Istruzione e della Scienza della Federazione Russa, Andrej Fursenko, ha sostenuto l'idea di Tina ed ha espresso la sua approvazione sul giornale Izvestija: “Posso dire che il Governo sostiene pienamente questa idea ed in generale abbiamo la possibilità di sostenere questa idea non soltanto sul piano morale, ma anche sul piano materiale”. Inoltre, hanno sostenuto questo progetto i giganti di Internet russo, come Mail.ru e Yandex.ru, così come la grande Società di investimenti AFK “Sistema”.